# Juka Jamazakiová
Juka Jamazakiová (japonsky 山崎 由加, * 29. června 1980 Tokio) je bývalá japonská fotbalistka.

## Reprezentační kariéra
Za japonskou reprezentaci v letech 2000 až 2001 odehrála 7 reprezentačních utkání.

## Statistiky
| Japonsko | Japonsko | Japonsko |
| Roky     | Záp.     | Góly     |
| -------- | -------- | -------- |
| 2000     | 6        | 0        |
| 2001     | 1        | 0        |
| Celkem   | 7        | 0        |